# Sun Zi (mathématicien)
Dans ce nom chinois, le nom de famille, Sun, précède le nom personnel.
Pour les articles homonymes, voir Sun Zi (homonymie) et Sunzi.
Sun Zi ou Sun Tzu (chinois simplifié : 孙子 ; chinois traditionnel : 孫子 ; pinyin : Sūnzǐ ; Wade : Sun Tzu) (né en Chine entre le IIIe et le Ve siècle) est un mathématicien et astronome chinois.

## Travaux
Il a travaillé sur l'élaboration d'un calendrier. Il s'est intéressé aux équations diophantiennes. On lui attribue la première écriture du théorème des restes chinois, dans son livre Sun Tzu Suan Ching (pinyin : Sun Zi Suan Jing ; littéralement, « Calculs classiques de Sun Tzu » ou « Classique mathématique de Sunzi »).
Ces résultats sont publiés pour la première fois en 1247 par Qin Jiushao.

## Théorème des restes chinois
Le théorème est la réponse au problème alors nommé « problème de Maître Sun », ou encore aujourd'hui « problème des restes » :
Soit des objets dont on ignore le nombre. En les comptant 3 par 3 il en reste 2 ; en les comptant 5 par 5, il en reste 3 et en les comptant 7 par 7, il en reste 2. Combien y a-t-il d'objets?
La réponse est 23, donnée par le texte original de façon assez obscure par rapport à l'enseignement moderne du théorème :
En comptant par 3, il en reste 2 ; poser 140 ; 

en comptant par 5, il en reste 3 ; poser 63 ; 

en comptant par 7, il en reste 2 ; poser 30. 

Faire la somme de ces trois nombres, on obtient 233.
Soustraire 210 de ce total, d'où la réponse: 23.
En général, pour chaque unité restante d'un décompte par 3, poser 70 ; pour chaque unité restante d'un décompte par 5, poser 21 ; pour chaque unité restante d'un décompte par 7, poser 15. Si la somme ainsi obtenue vaut 106 ou plus, ôter 105 pour trouver la réponse.  